# Шмидт, Александр Александрович (физиолог)
Александр Александрович Шмидт (15 мая 1831, Муху — 10 апреля 1894, Тарту) — русский физиолог, профессор и ректор Императорского Дерптского университета.

## Биография
Окончил медицинский факультет Дерптского университета в 1858 г. С 1862 г. — приват-доцент, с 1869 г. — ординарный профессор физиологии Дерптского университета. В 1885—1890 гг. — ректор университета.
Основные исследования посвящены проблемам гематологии (дыхательной функции крови, окислительным процессам, красящему веществу крови, кристаллизации и др.). Особенно много работал над проблемой свертывания крови. Установил ферментативный характер свертывания крови и предложил теоретическое объяснение этого процесса, сохранившее в основном своё значение и до настоящего времени. Многочисленные работы в области гематологии обобщил в монографии «К учению о крови» (1892).